# Basílica de San Lorenzo (Florencia)
La basílica de San Lorenzo es una iglesia italiana de culto católico ubicada en la ciudad de Florencia, en la plaza de San Lorenzo. Su construcción fue encargada por Cosme de Médici al arquitecto Filippo Brunelleschi, quien trabajó en su construcción desde 1422 hasta 1446. La dirección de los trabajos pasó entonces a manos de Michelozzo y, en 1457, a las de Antonio Manetti. En su interior destacan la sacristía vieja, diseñada por el propio Brunelleschi, y la sacristía nueva, obra de Miguel Ángel.
La Sagrestia Nuova ("Sacristía Nueva"), a la derecha del altar mayor (a la izquierda se encuentra la Sagrestia Vecchia -"Sacristía Vieja"-) fue diseñada por Miguel Ángel, y contiene un programa escultórico de gran importancia, data de 1521-1534 (completándose hacia 1550). La Capella dei Principi ("Capilla de los Príncipes"), detrás del altar mayor, está totalmente cubierta con un revestimiento de mármol coloreado incrustado con pietra dura, data del siglo XVII.

## Construcción

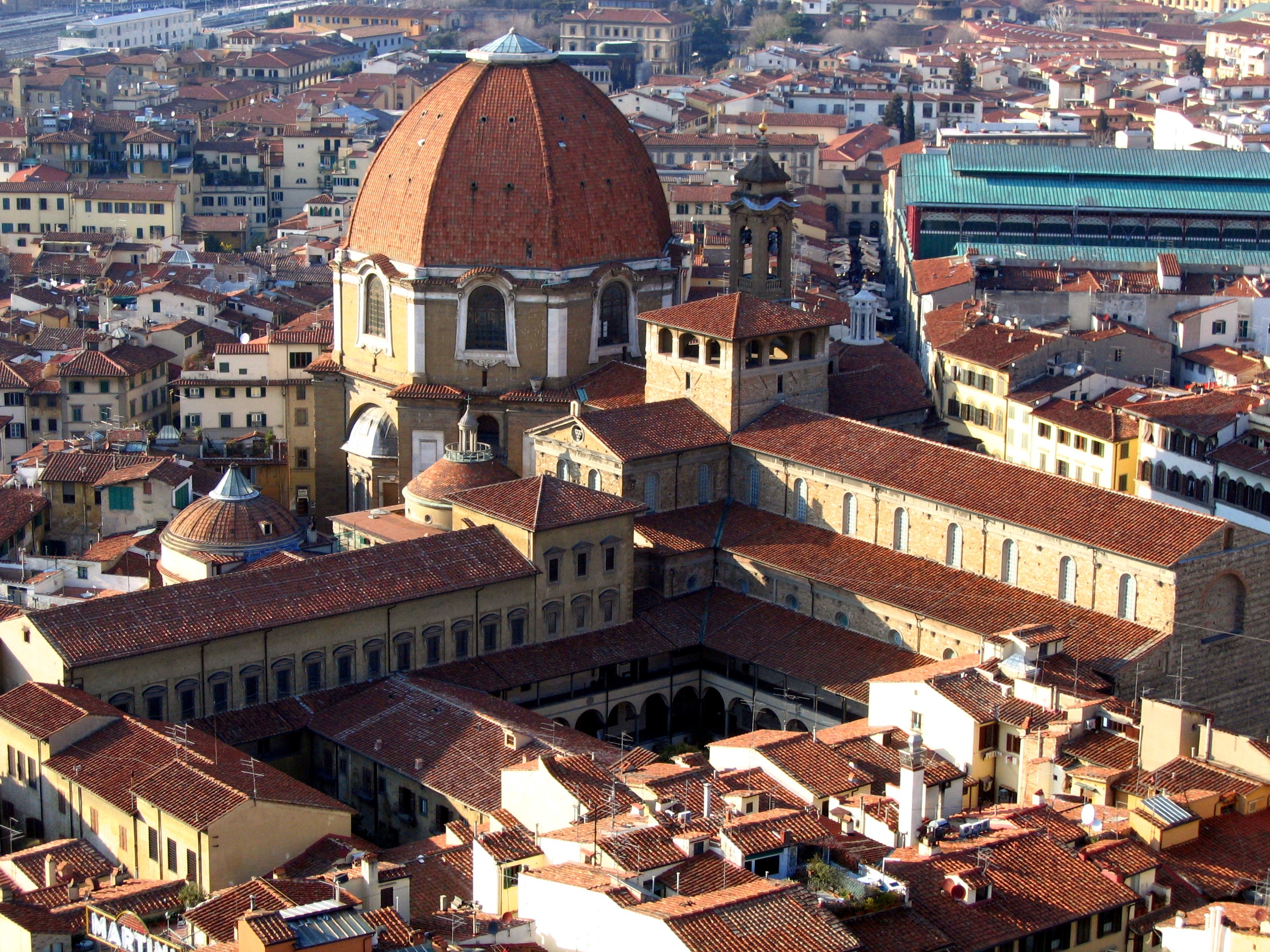
Panorámica urbana en la que sobresale la cúpula de la Capella dei Principi que domina el complejo arquitectónico de San Lorenzo.

La construcción de la basílica había sido decidida por ocho familias florentinas con la idea de que la iglesia tuviera una capilla para cada una de ellas; pero Cosme de Médici la adquirió al no poder hacer frente los anteriores mecenas a los grandes gastos ocasionados para tal empresa. Para construirla se procedió al derribo de varios edificios en 1418. Se intentaba crear una obra totalmente comparable a las de la antigüedad al recuperar el modelo de las antiguas basílicas cristianas. Optó por la recuperación del antiguo modelo de basílica cristiana: planta de cruz, capillas adosadas a los lados; tres naves longitudinales; techumbre adintelada; imagen perspectiva más adintelada. Tiene similitudes con el pórtico del Hospital de los Inocentes. Toma su esquema y lo amplía en las naves laterales. Juega con la luz. Existe un uso de elementos como: arcos de medio punto (acanalados), capiteles compuestos, entablamento corrido acanalado y bicromía. La fachada está inconclusa. También existe un ejercicio de perspectiva: eje de simetría en el suelo y líneas de toja en el entablamento.

### Planta de la basílica de San Lorenzo

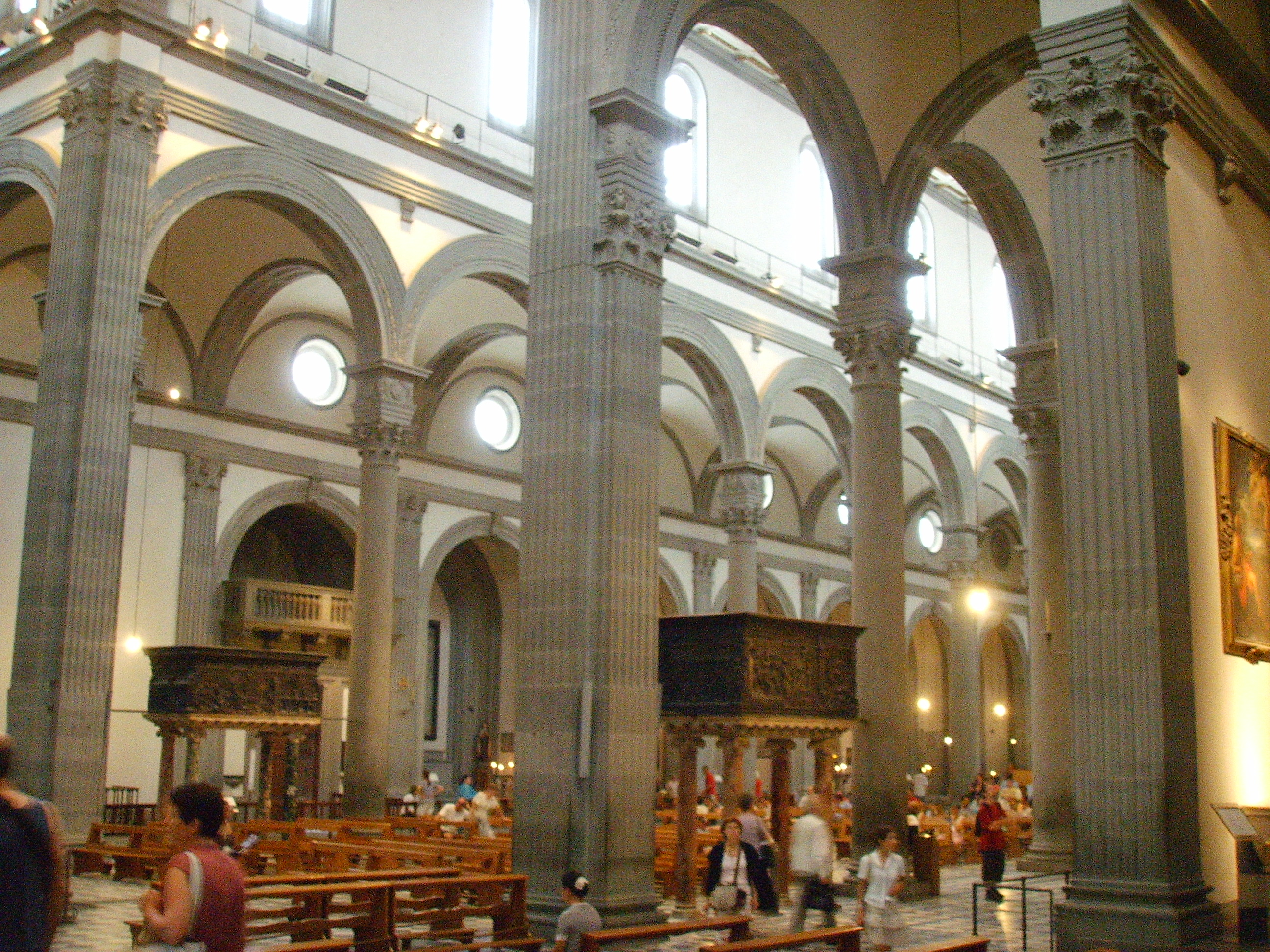
Vista interior.

Está inspirada en la basílica de la Santa Cruz de estilo gótico. Está dividida en tres naves y capillas laterales. En el centro del crucero hay una cúpula rodeada por capillas y frente a esta podemos ver la capilla mayor.
Su planta es de cruz latina con tres naves y capillas laterales, casi basilical, extremadamente longitudinal, en cuyo crucero, de desarrollo escaso, se dispuso una cúpula con linterna. El espacio quedó matemática y geométricamente modulado por el círculo inscrito en un cuadrado, que actuó como medida de las proporciones con referencia siempre a la figura humana. Se emplearon elementos arquitectónicos muy armoniosos, que citan el mundo clásico a través de la influencia de las primitivas basílicas cristianas, como, por ejemplo, la techumbre de artesonado con casetones cuadrados en la nave central, el entablamento corrido y los ricos capiteles corintios sobre columnas monolíticas en esa nave central y sobre pilastras en las laterales. Brunelleschi empleó un ritmo arquitectónico un poco peculiar en la nave central que se inicia en la columna como soporte, un trozo de entablamento decorado sobre el capitel compuesto y el arco acanalado por encima. Utilizó bóvedas vaídas en las naves laterales. Este arquitecto jugó además con la alternancia del colorido para lograr el bicromatismo propio de la arquitectura tradicional florentina. El módulo es el cuadrado central que inscribe la cúpula y es igual en medida al de la capilla central. Cada tramo de la nave central es la mitad del módulo y un cuarto de módulo cada tramo de la nave lateral.
En altura, la protagonista es la columna. Así la altura de la nave central es el doble de su ancho. En relación con los laterales, en anchura y altura son iguales. La relación de altura entre los arcos que comunican la nave lateral con las capillas laterales tiene una relación de 5/3.
La luz proviene de las ventanas. Las bóvedas son vaídas en la nave lateral y los óculos hacen que la luz aparezca más tenue. Las capillas son oscuras. En conclusión, la graduación luminosa acentúa la perspectiva. El techo tiene casetones copiados del Panteón de Agripa. Pero también hay otros muchos elementos clásicos como las pilastras, arcos, etc. También utiliza el bicromatismo.

## Sacristía Vieja

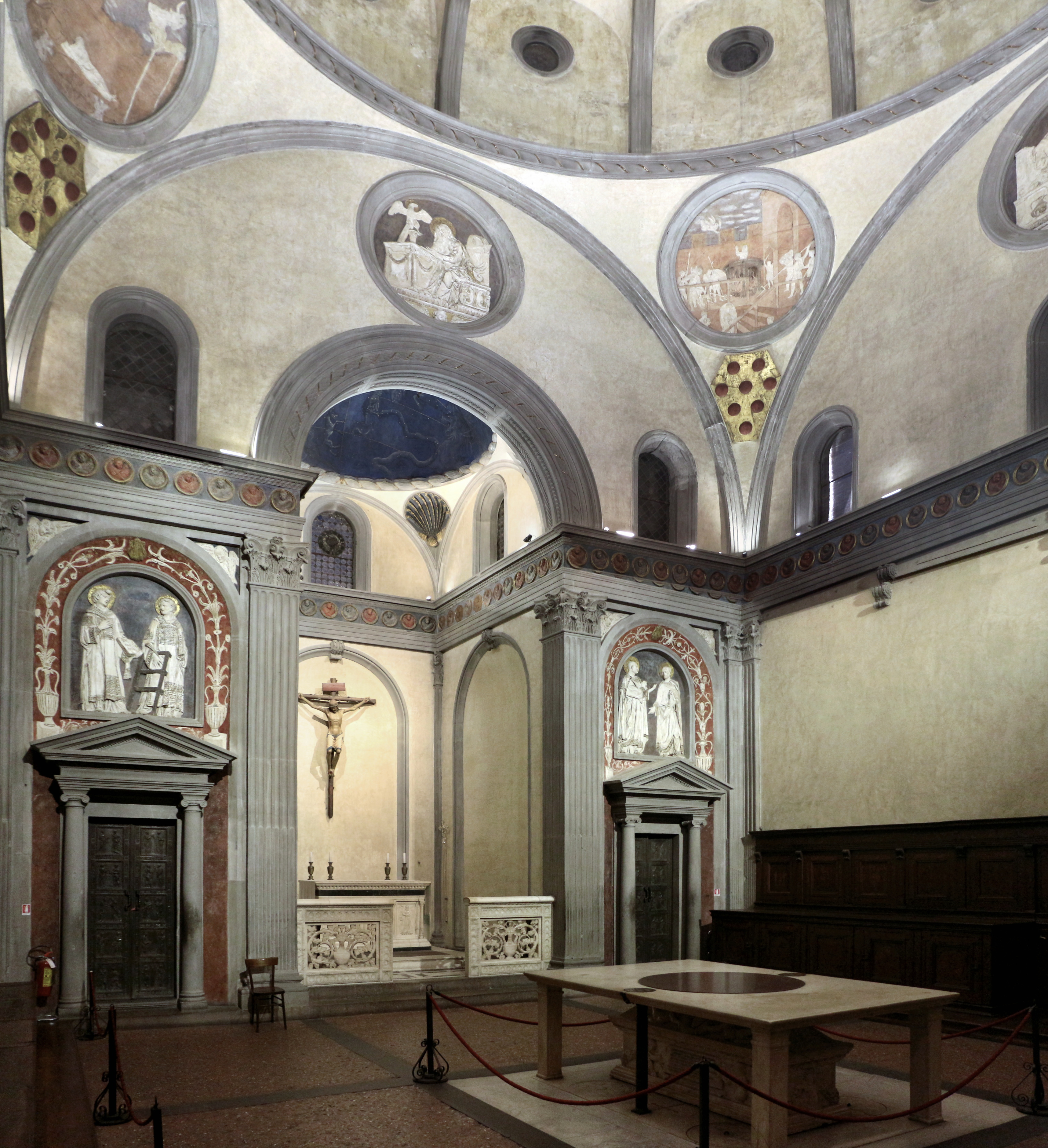
Interior de la sacristía vieja.

La sacristía vieja es una sacristía construida entre los años 1419 y 1422 por Filippo Brunelleschi como anexo a la Basílica. Se la conoce como vieja para distinguirla de la Sacristía nueva, construida años más tarde por Miguel Ángel bajo el patrocinio del papa León X. Esta obra ha sido considerada como uno de los ejemplos más expresivos de la arquitectura de Brunelleschi, con una gran influencia en otros edificios posteriores de planta central
Se trata de un espacio cúbico cubierto por una cúpula nervada sobre pechinas, a la cual se une al fondo otro espacio similar de planta cuadrada, que actúa a modo de ábside. La sacristía queda dividida verticalmente por tres zonas de idéntico tamaño: la parte inferior de configuración rectangular, la intermedia con arcos falsos circunscritos por las pechinas y la cúpula esférica, cuyo radio es igual al tamaño de cada una de esas dos zonas sustentantes. El entablamento recorre continuo los dos espacios creando así un espacio visual completo, unitario y lineal. La sacristía está decorada con esculturas en relieve realizadas por Donatello. Se ha considerado que tal sacristía es el primer espacio de planta central del Renacimiento.
En la cúpula hay 12 óculos que simbolizan los 12 apóstoles y que se subordinan al gran óculo central que hace referencia a la Divinidad. Además todo se encuentra policromado y la tumba se sitúa en el centro, a eje vertical con la cúpula.
El arquitecto, una vez más, concibió su proyecto a base del empleo de dos figuras geométricas simples: el círculo, relacionado con la esfera, y el cuadrado, que se refiere al cubo. También se ha pensado que el diseño de esta sacristía tiene su origen en las martyria paleocristianas y, en concreto, en parte de la planta del Santo Sepulcro de Jerusalén.
La sacristía está decorada con esculturas en relieve realizadas por Donatello.

## Sacristía Nueva

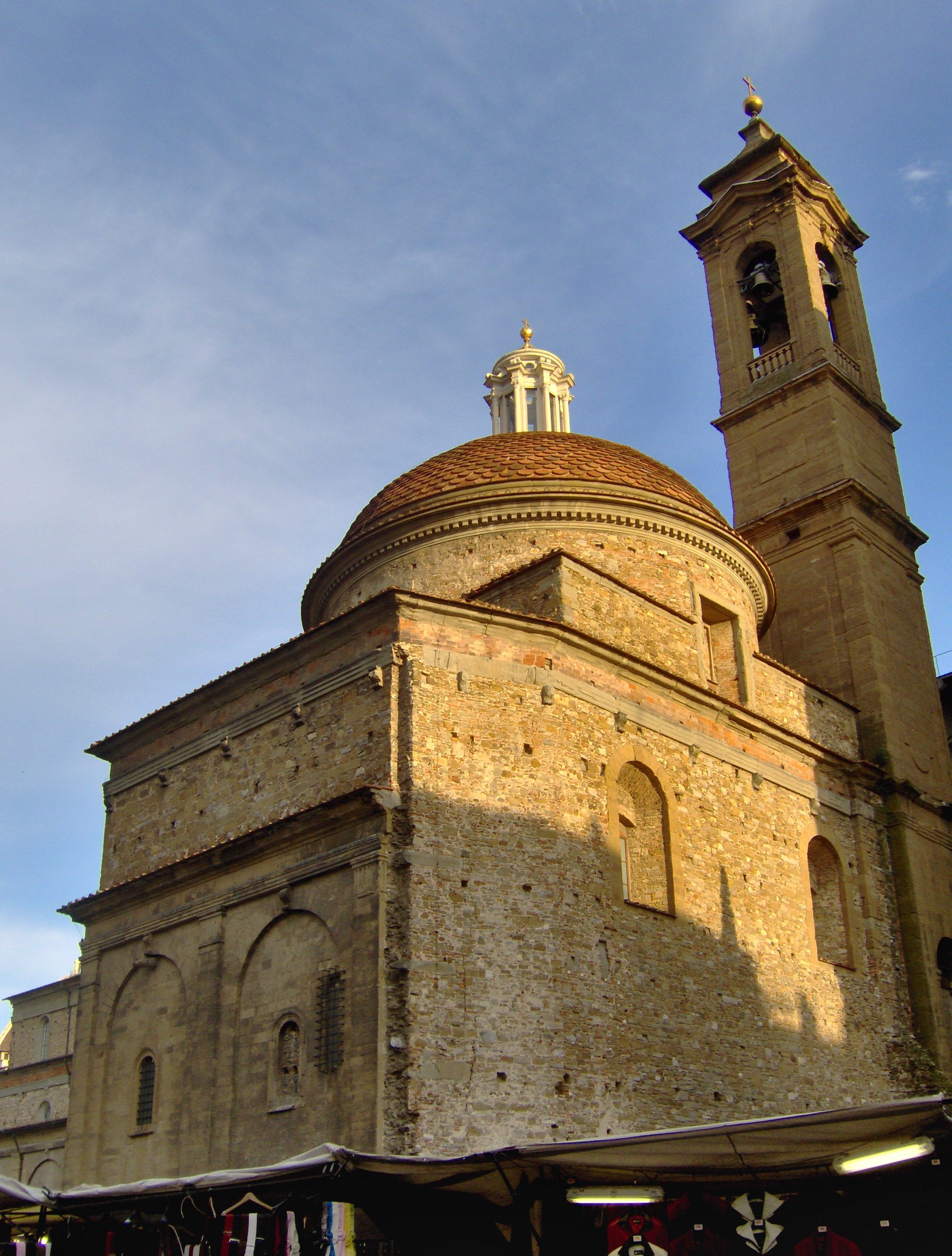
Exterior de la Sagrestia Nuova.

El papa León X, a sugerencia del cardenal Julio de Médici, deseó realizar para Juliano II de Médicis y Lorenzo II de Médici, un sepulcro digno de su rango, consiguiendo al artista más célebre del período, Miguel Ángel. Los trabajos se iniciaron en el año 1521 y fueron interrumpidos en el año 1527 por la caída de los Médici y la restauración republicana, para ser retomadas definitivamente en el año 1530, cuando Miguel Ángel, tras haber sido atraído públicamente por la República florentina contra los Médici y sus comitentes, fue acogido bajo el ala protectora de la familia a condición de entrar a su servicio,  terminando en primer lugar los proyectos en San Lorenzo. En el año 1534 Miguel Ángel partió definitivamente hacia Roma, dejando incompletas algunas estatuas de los sepulcros del duque de Nemours y del duque de Urbino, pero sobre todo sin haber realizado las sepulturas de Lorenzo el Magnífico y su hermano Juliano de Médici.
La sacristía Nueva es una de las obras maestras de Miguel Ángel como arquitecto y como escultor. Hoy forma parte del complejo de las Capillas Mediceas.

### Arquitectura
Nacida en medio de acontecimientos tan tumultuosos, la sacristía Nueva es una obra muy innovadora. Partiendo de la misma planta de la sacristía de Brunelleschi, Miguel Ángel divide el espacio en forma muy compleja, tratando las paredes con planos en niveles diversos en plena libertad. Sobre ellas recortó elementos clásicos como arcos, pilastras, balaustre y cornisas dispuestos sin embargo en figuras y esquemas completamente nuevas y armoniosas. También la cúpula algo redondeada es una novedad y en muchos otros ven una anticipación de la cúpula de San Pedro que fue proyectada por Buonarroti en su madurez, 30 años después de la Sacristía; el interior de la cúpula con casetones recuerda además al monumento fúnebre por excelencia, el Panteón de Roma. Originariamente Miguel Ángel había proyectado un monumento aislado en el centro de la sala, pero a continuación por discusiones con los comitentes, lo cambió previendo colocar las tumbas de los Capitani (los dos duques) adosadas en el centro de las paredes laterales, mientras que aquellas de los «Magníficos» (Lorenzo y Juliano), adosadas ambas a las paredes del fondo delante del altar.

### Las esculturas de la basílica
Enmarcados en las dos paredes laterales se encuentran los sepulcros monumentales dedicados a Juliano, duque de Nemours y su sobrino Lorenzo, duque de Urbino, más o menos coetáneos de Miguel Ángel. Inicialmente debían ejecutarse cinco esculturas por tumba, pero luego se redujeron a tres. Para los monumentos fúnebres puestos a los dos lados de la capilla Miguel Ángel creó las Alegorías del Tiempo, un tema ligado al recuerdo, que simboliza el triunfo de la familia de los Médici en el transcurso del tiempo. Las cuatro alegorías están añadidas por encima de los sepulcros, a los pies de los duques. La línea elíptica sobre la cual se apoyan es una invención miguelangelesca que anticipa las curvas del barroco como en los escalones de la biblioteca Laurenciana y en los arcos del puente Santa Trinidad. Para la tumba de Juliano de Médici ejecutó el Día y la Noche; para la de Lorenzo el Crepúsculo y la Aurora.

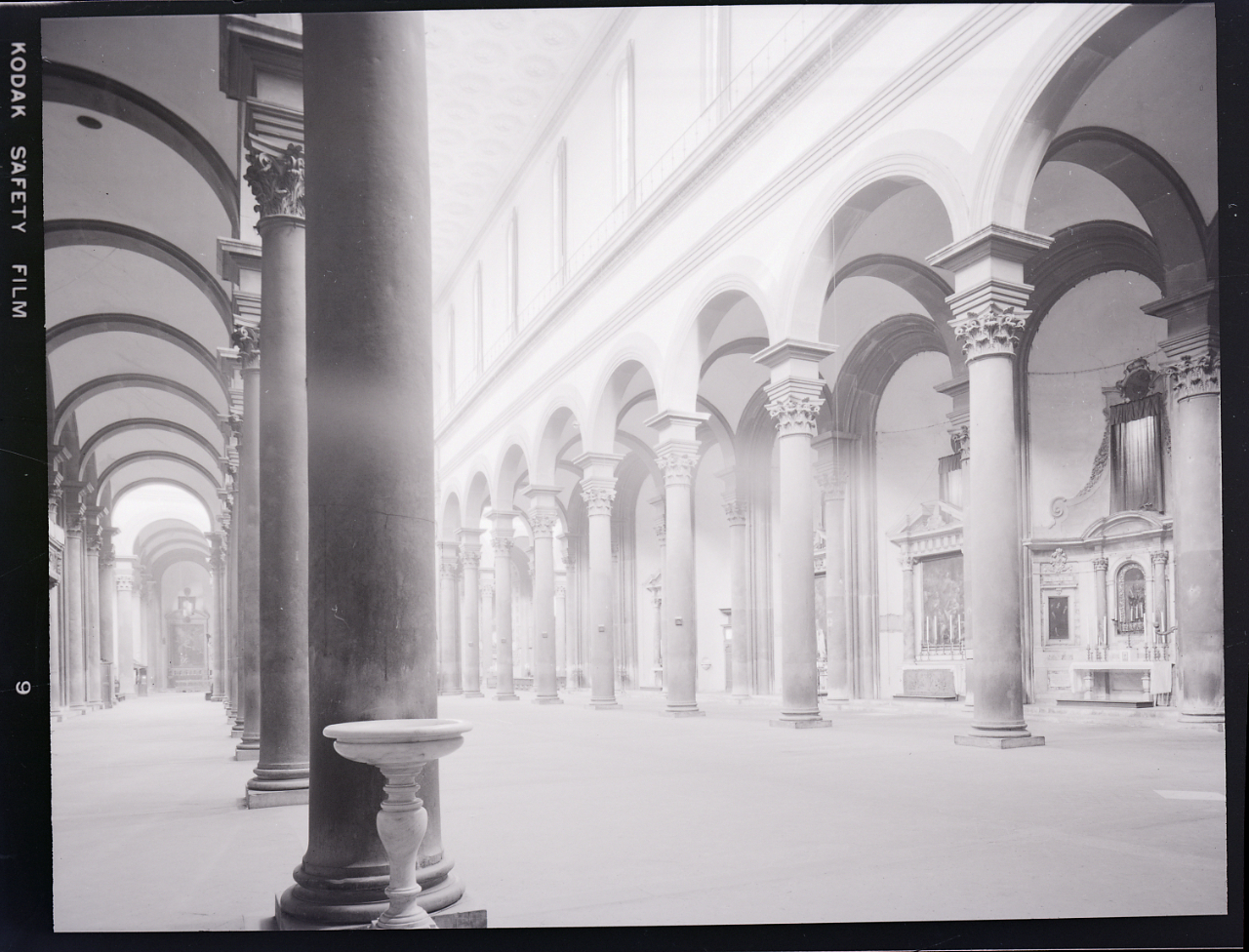
San Lorenzo.

Estas esculturas están todas caracterizadas por el estilo denominado terribilità, el alargamiento y torsiones, y fueron dejadas incompletas en algunas partes (non finito). Son particularmente bellas la posición emblemática del Día, girado de espaldas que muestra sólo la expresión misteriosa de los ojos en un rostro apenas esbozado, o el cuerpo de la Noche que representa perfectamente el abandono durante el sueño. La Aurora luego parece captada en el acto de despertarse y de darse cuenta, con dolor, que los ojos de Lorenzo están cerrados para siempre.
Las figuras femeninas, como captadas también en los frescos de la bóveda de la Capilla Sixtina en Roma, tienen rasgos masculinos, como las espaldas grandes o los flancos musculosos: el cuerpo masculino en movimiento es de hecho sujeto recurrente de toda la producción de Miguel Ángel, incluso cuando se trata de representaciones de mujeres.
Por lo que se refiere a los retratos de los duques, Miguel Ángel los esculpió sentados en dos nichos sobre sus respectivos sepulcros, uno en frente de otro, vestidos los dos como condotieros romanos. Estas esculturas, cuidadas hasta el último detalle, están idealizados y no reproducidos los rasgos reales, pero tienen también un fuerte carácter psicológico (Juliano sentado en postura fiera con el bastón de mando y muy decidido, mientras Lorenzo, en posición pensativa, está más melancólico y meditativo). Una tradición popular dice que cuando alguno criticó la poca semejanza del retratado con las verdaderas facetas de Juliano, Miguel Ángel, contestó que su obra se transmitiría por el tiempo, respondió que de allí a dieciocho siglos nadie se acordaría de él.
Ambas estatuas miran hacia la pared de la capilla donde Miguel Ángel realizó y puso una Virgen con Niño (la Madonna Medici). Volviendo su mirada a la representación sagrada los duques expresaban las inclinaciones religiosas del artista, según las cuales, cuando las glorias terrenas pasaban, sólo la espiritualidad y la religión quedan para dar alivio a las inquietudes de los hombres. Junto a la Virgen están presentes los dos santos protectores de los Médici, Cosme y Damián: a la derecha Cosme, ejecutado por Montorsoli (1537) y a izquierda Damián, de Raffaele da Montelupo (1531).
Las tres estatuas fueron luego colocadas por Vasari por encima de una simple caja de mármol en la cual están sepultados Lorenzo el Magnífico y su hermano Juliano de Médici, para los cuales no había tiempo para construir una sepultura monumental.
La Sagrestia Nuova fue planeada por el cardenal Julio de Médici y su primo el papa León X como un mausoleo o capilla mortuoria para miembros de la familia Médici. Se equilibra con la Sagrestia Vecchia de Brunelleschi, la «Sacristía Vieja» que se encuentra entre el brazo izquierdo del transepto de San Lorenzo, con la que compite conscientemente, y comparte su formato de un espacio cúbico coronado por una cúpula, de pietra serena gris y paredes blanqueadas. Era el primer intento arquitectónico (1521-24) de Miguel Ángel, quien también diseñó sus monumentos dedicados a algunos miembros de la familia Médici, con figuras escultóricas de los cuatro momentos del día que estaban destinados a influir en las figuras escultóricas reclinadas sobre arquitrabes durante las generaciones posteriores. A la Sagrestia Nuova se entraba a través de una puerta discreta en una esquina del brazo derecho del transepto, hoy cerrada.
Aunque se le puso una cúpula en el año 1524, los ambiciosos proyectos de escultura y la intervención de los acontecimientos, como el exilio temporal de los Médici (1527), la muerte de Julio, entonces papa Clemente VII y la marcha definitiva de Miguel Ángel a Roma (1534), significó que Miguel Ángel nunca la acabó; en los años 1550 se acabó, siguiendo los planes de Miguel Ángel, por Bartolomeo Ammannati y Giorgio Vasari.
Se habían planeado cuatro tumbas para los Médici, pero nunca se emprendieron las de Lorenzo el Magnífico y su hermano Juliano (enterrados modestamente bajo el altar en el muro de la entrada). El resultado es que las dos magníficas tumbas que existen hoy son de dos Médici comparativamente insignificantes: Lorenzo de Pedro, duque de Urbino y Juliano de Lorenzo, duque de Nemours. Sus componentes arquitectónicos son similares; sus esculturas ofrecen contraste. Sobre una pared inacabada, la Virgen con Niño de Miguel Ángel está flanqueada por los santos patrones de los Médici, Cosme y Damián, ejecutados por Giovanni Angelo Montorsoli y Rafaello da Montelupo respectivamente, según modelos de Miguel Ángel, están colocados sobre sus sencillas tumbas rectangulares. 

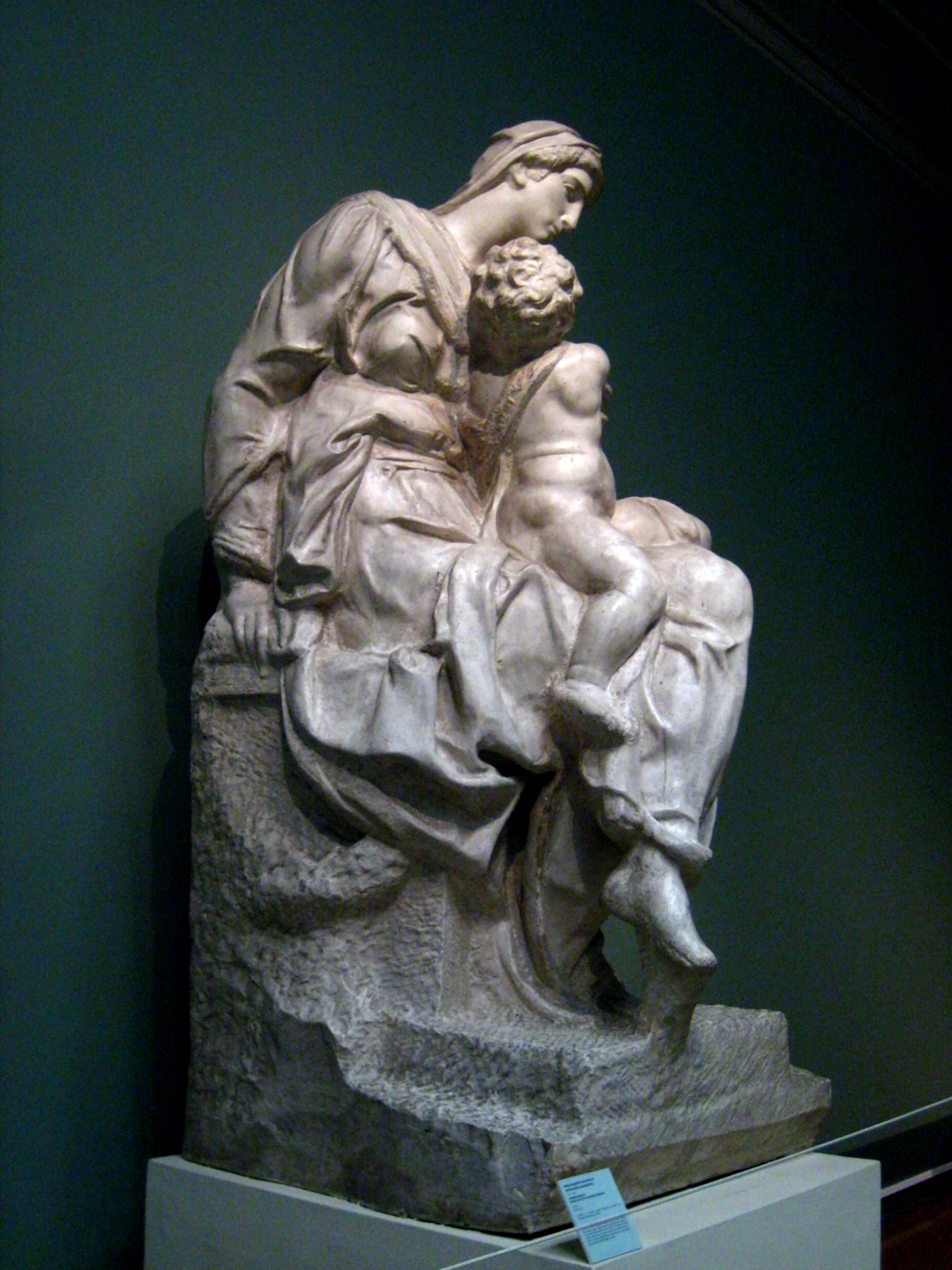
Madonna Medici.

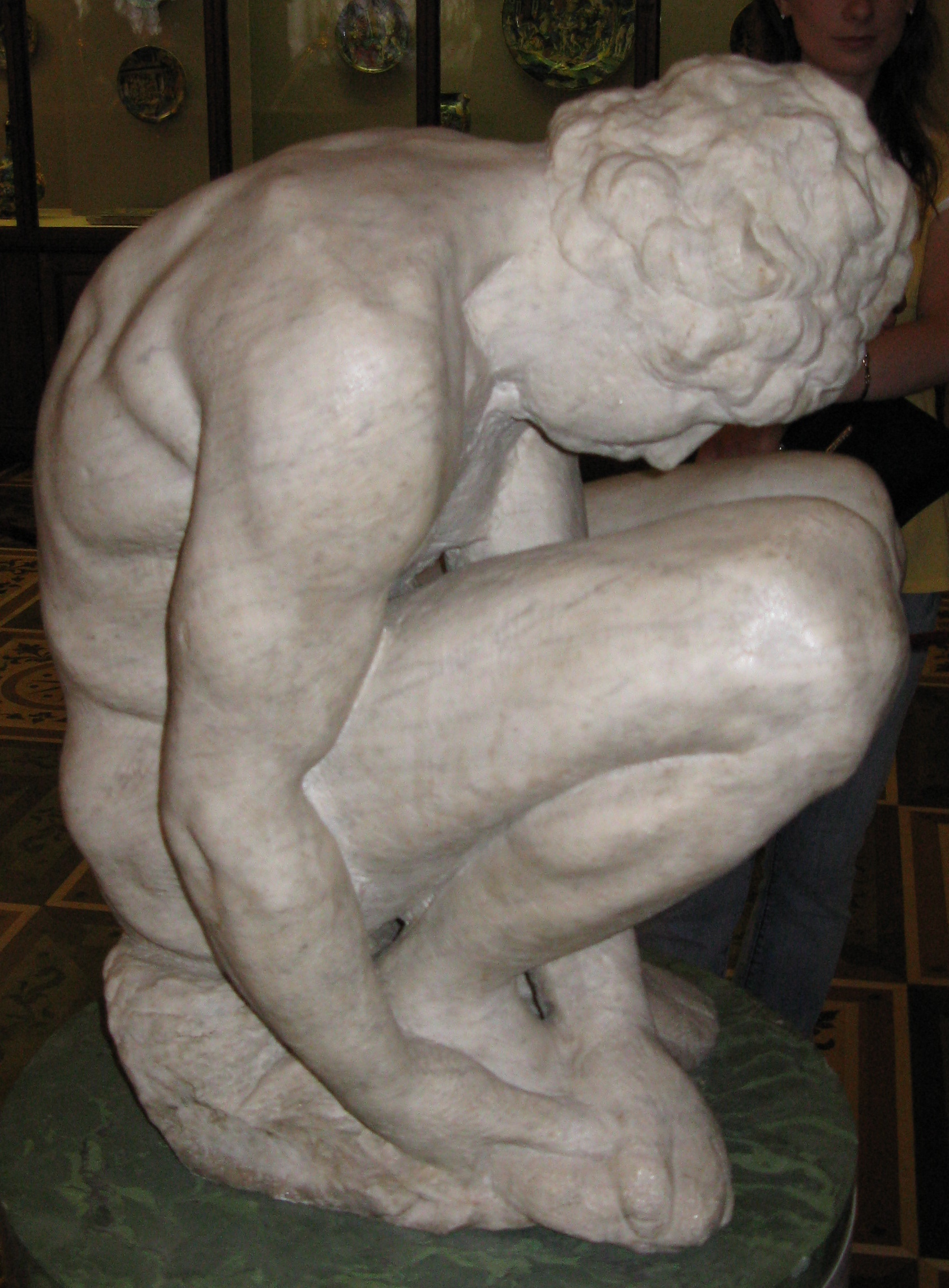
Joven en cuclillas (Ragazzo accovacciato), que comenzó a realizarse para el proyecto inicial, y no se incorporó al definitivo.
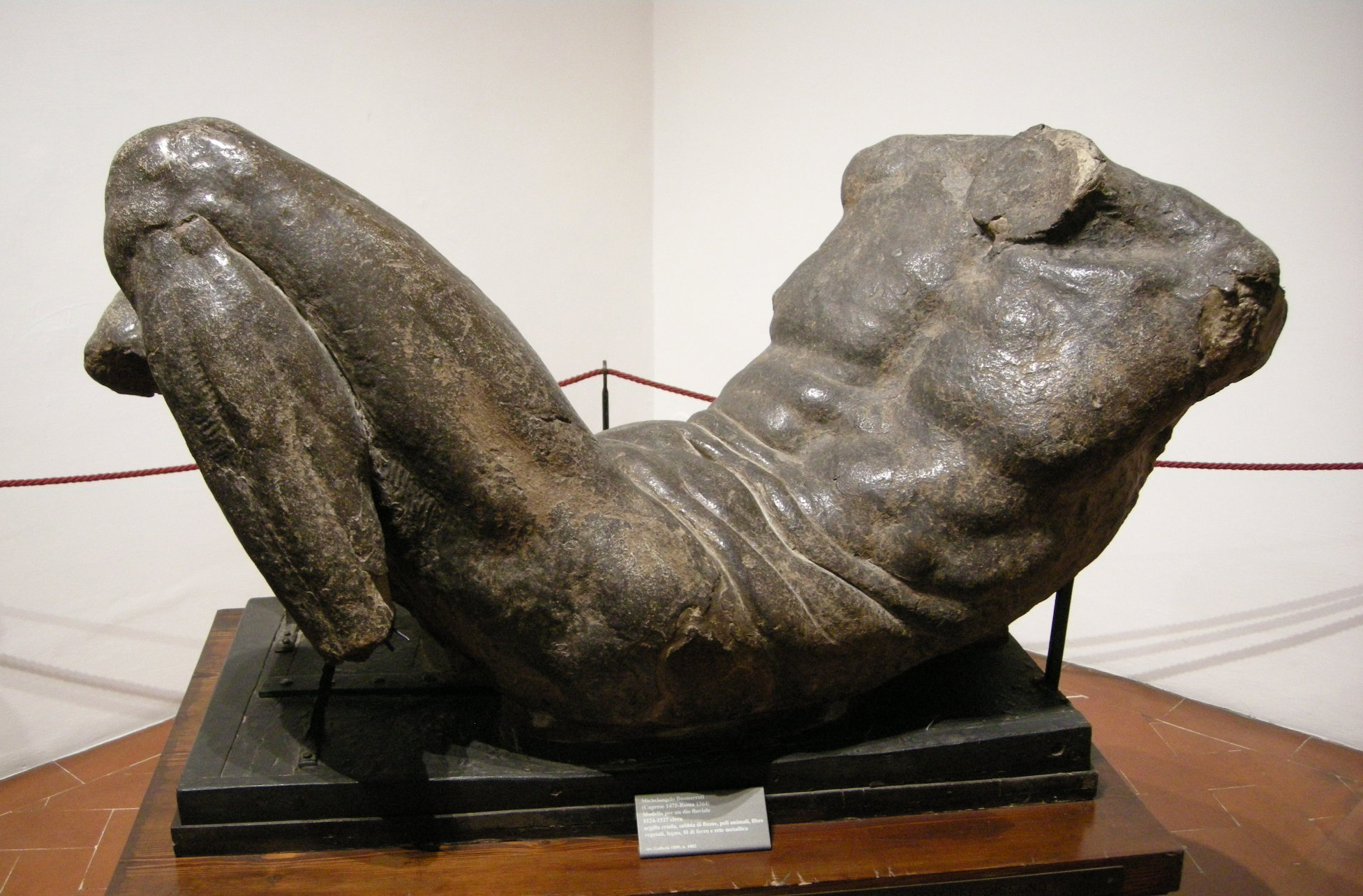
Dios fluvial, que sufrió la misma suerte.

## Capilla de Los Médici

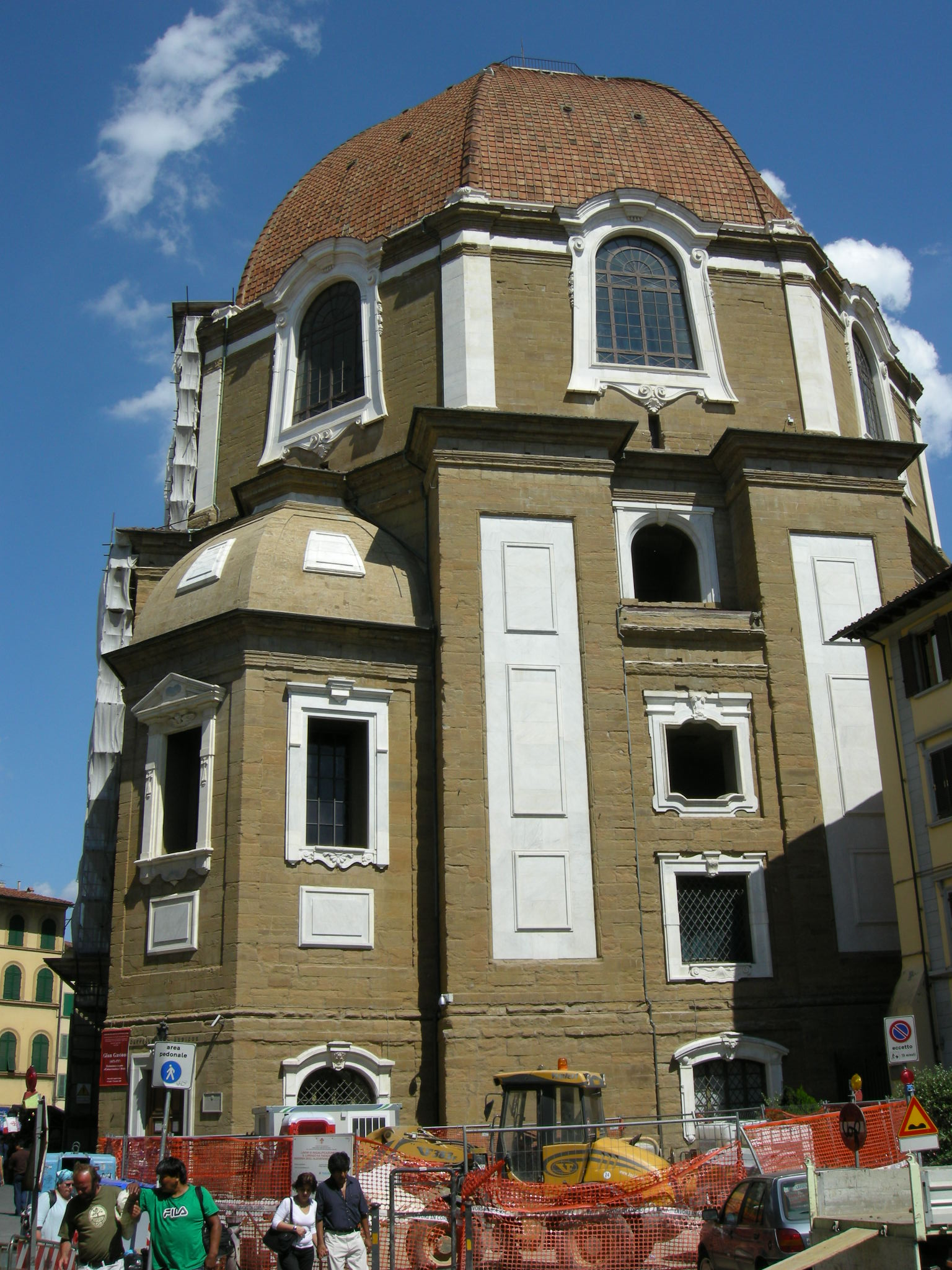
La capilla de los Príncipes, o Medicea.

La capilla de los Médici  (Cappelle medicee en italiano) en la basílica de San Lorenzo de Florencia comprende dos estructuras añadidas al diseño original de Brunelleschi, actualmente es un museo estatal de Florencia y lugar de sepultura de la familia Medici, celebrando además el poder de los Médici como Grandes Duques de Toscana. La 'Sagrestia Nuova (Sacristía Nueva) fue diseñada por Miguel Ángel. La capella dei Principi (Capilla de los príncipes) de los siglos XVI y XVII, está totalmente cubierta con un revestimiento de mármol coloreado incrustado con pietra dura.
La Cappella dei Principi octogonal coronada por una alta cúpula, de 59 m de altura, que es el rasgo distintivo de San Lorenzo cuando se ve desde lejos, se alza ubicado centralmente con respecto a la nave, a la que proporciona el equivalente a una capilla absidial. Se entra desde el exterior, en la Plaza Madonna degli Aldobrandini, y a través de la cripta anterior.
La opulenta Cappella dei Principi, una idea formulada por Cosme I, fue realizada por Fernando I de Médici; fue diseñada por Matteo Nigetti, siguiendo algunos esbozos presentados a un concurso informal en 1602 por Don Giovanni de' Medici, el hijo natural del gran duque Cosme I, que fueron modificados en la ejecución del envejecido Buontalenti; así, una verdadera expresión de arte cortesano, fue el resultado de colaboración entre diseñadores y mecenas.

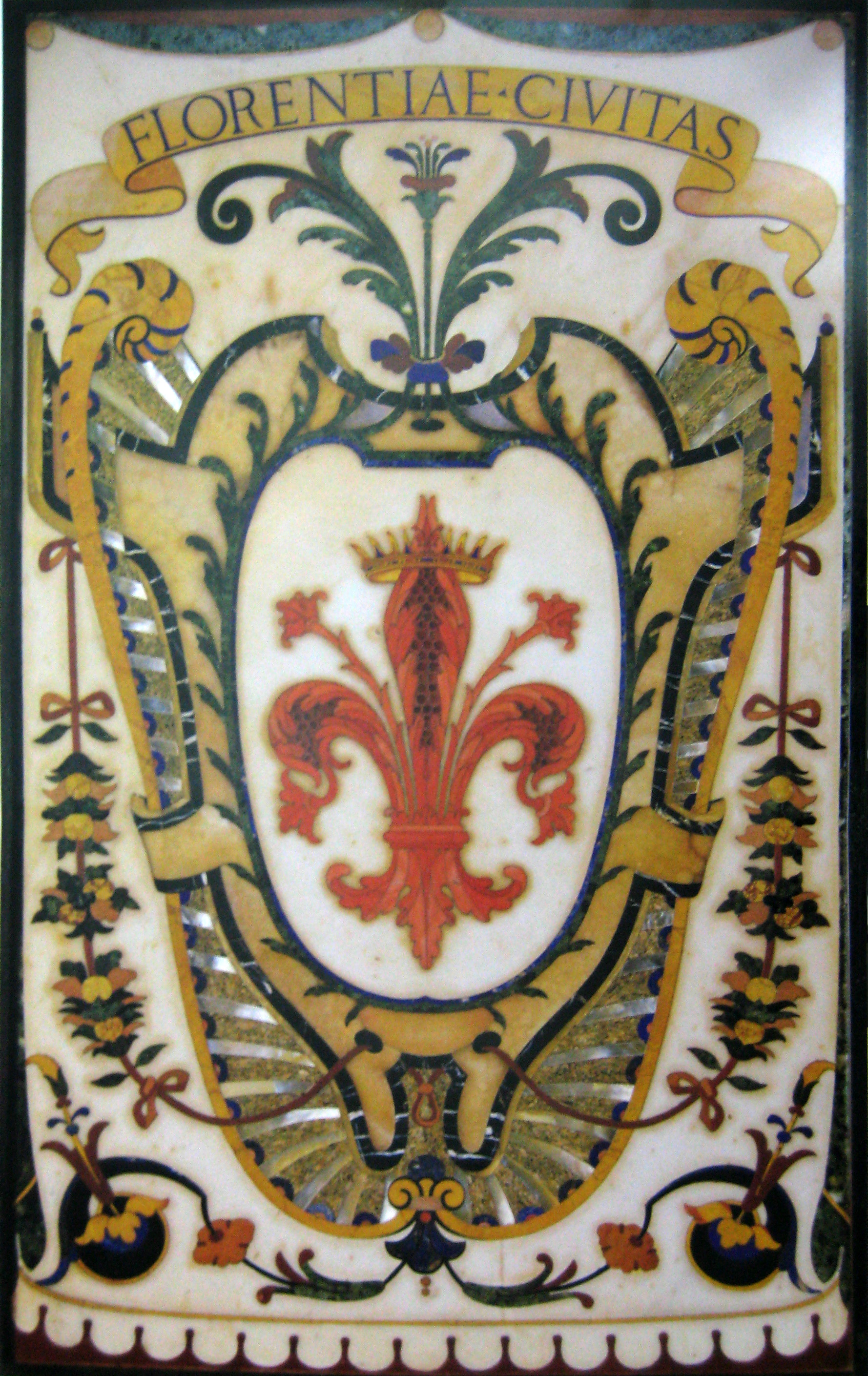
El emblema de los Grandes Duques florentinos, coronados por gigli, de pietra dura, incrustada u opere di commessi.

Para la ejecución de su sorprendente revestimiento de mármoles incrustados con mármoles de color y piedras semipreciosas, se estableció el taller de piedra dura gran ducal, el Opificio delle Pietre Dure. El arte de commessi, tal como se le llamó en Florencia, juntaba los fragmentos como puzles de trocitos de piedras para formar los diseños del revestimiento que cubren totalmente las paredes. El resultado fue rechazado por los visitantes de los años XVIII y XIX, pero ha llegado a ser apreciado como un ejemplo del gusto de la época. Seis grandes sarcófagos están vacíos; los restos de los Médici están enterrados en la cripta inferior. En dieciséis compartimentos del dado están los emblemas de ciudades toscanas bajo control de los Médici. En los nichos que se pretendió que tuvieran retratos escultóricos de los Médici, dos (Fernando I y Cosme II) fueron ejecutados por Pietro Tacca (1626-42).

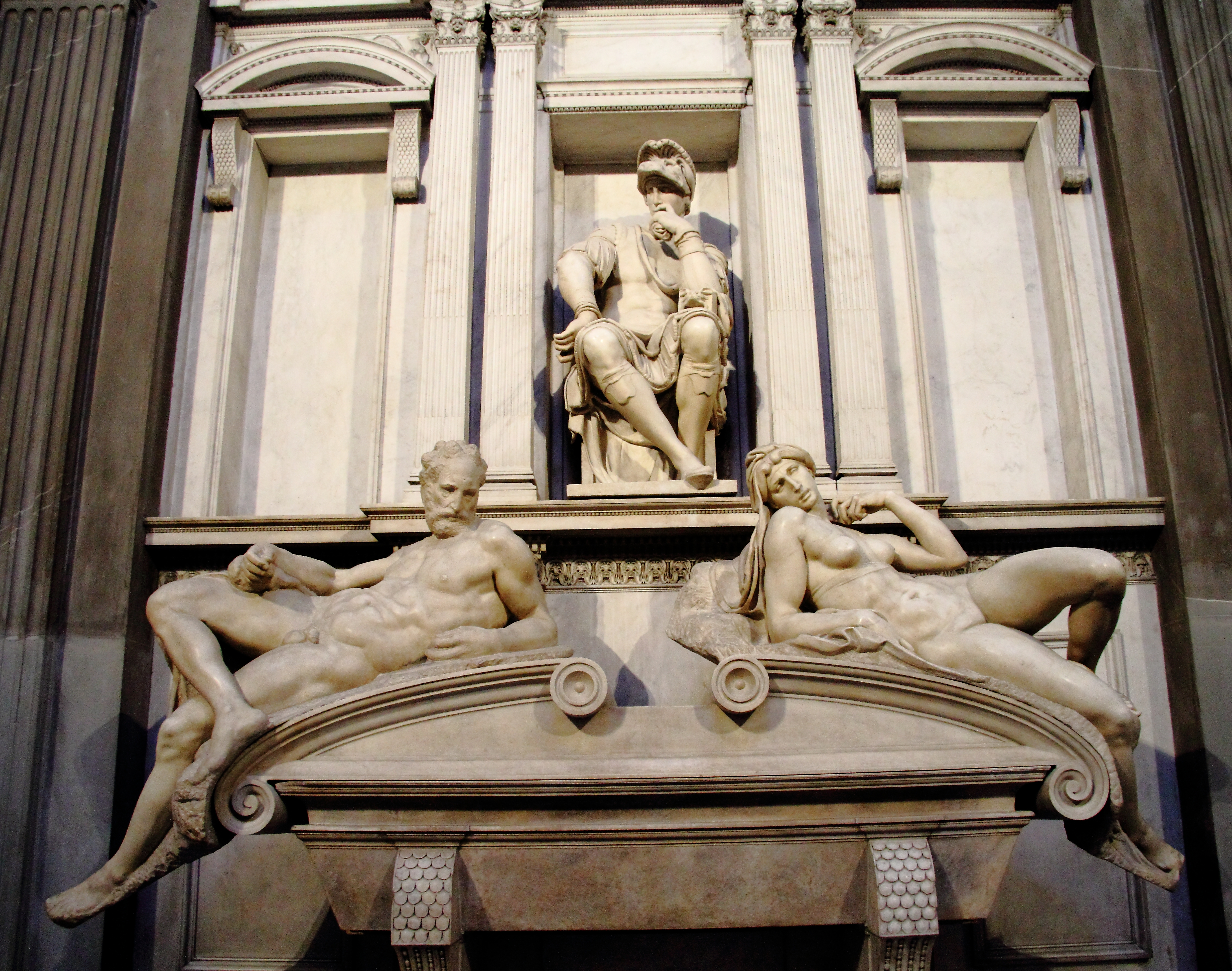
Tumba de Lorenzo, duque de Urbino.

## La cripta
La cripta original, planeada por Bernardo Buontalenti, es el primer lugar al que se accede entrando por la puerta del museo. Aquí se encuentran los restos de los duques, sus consortes y familiares. Por la cripta se accede a la Capilla de los príncipes a través de una escalinata. Aún existe otra cripta bajo la basílica, donde se encuentran las tumbas de Cosme el Viejo y de Donatello, pero no es accesible desde este lugar. La cripta constituye junto con la Capilla del Tesoro un importante conjunto consagrado a la familia Médici. La Capilla del Tesoro, situada detrás del coro, contiene los relicarios y objetos de orfebrería de la familia.